# Dakh Daughters

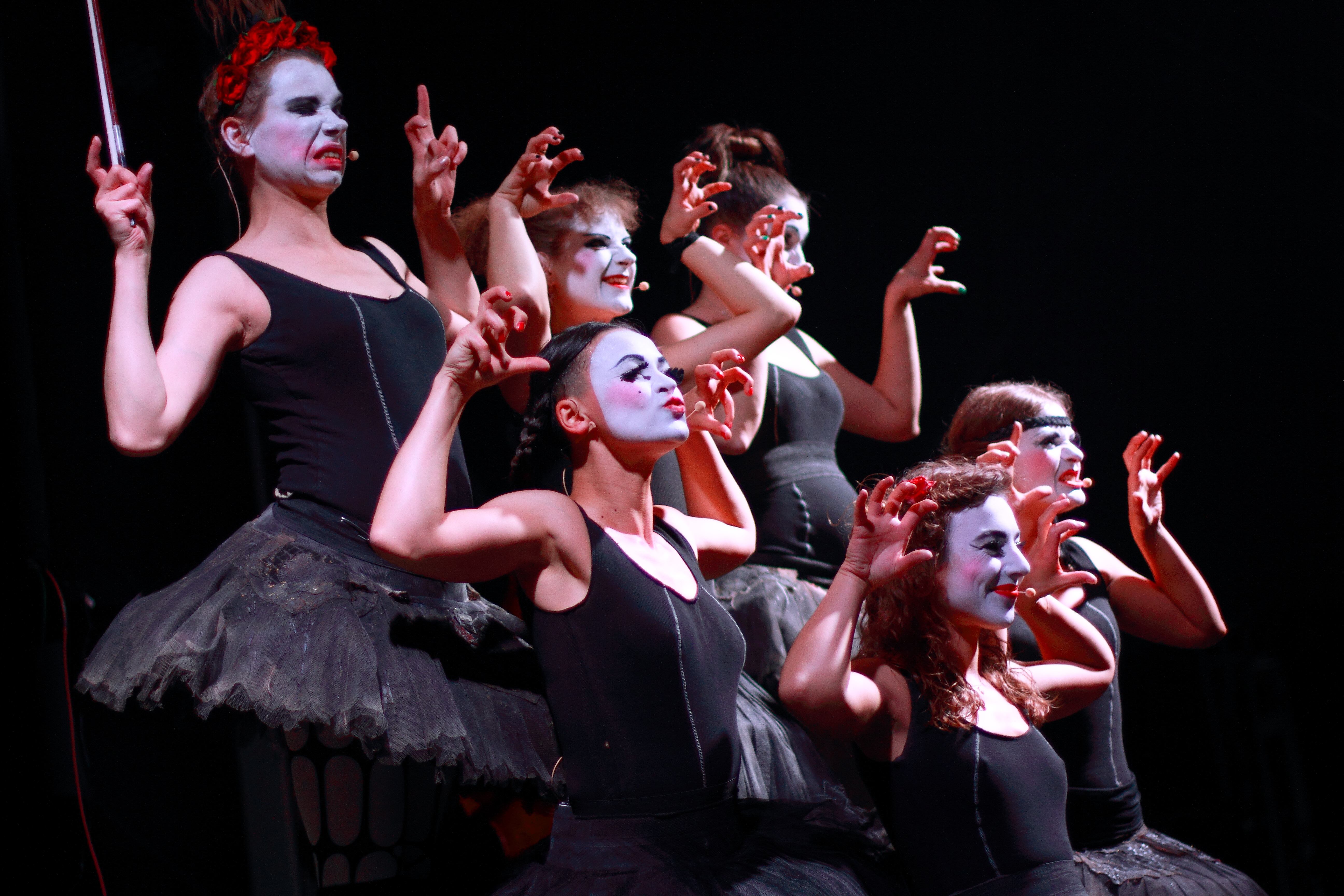
Dakh Daughters på Rudolstadt-Festivalen 2016.

Dakh Daughters är ett ukrainskt musik- och teaterprojekt som startade 2012 i Kiev. Bandet består av sju kvinnor, som spelar på olika instrument och sjunger på olika språk (ukrainska, engelska, franska, tyska, ryska) och dialekter på ukrainska.  
De använder ofta texter av kända författare (t.ex. Taras Shevchenko, William Shakespeare, Joseph Brodsky, Charles Bukowski, Shaggy). Dakh Daughters är medlemmar i olika projekt som DakhaBrakha och Perkalaba. Bandets namn kommer från Dakh-teatern (Takteatern) som är förknippad med projektet.
Bandet blev känt efter att ha publicerat musikvideon "Rozy / Donbass" på YouTube, baserad på Shakespeares Sonnet 35 och ukrainska folksånger.
Också välkänd är videon av deras liveframträdande på Maidan Nezalezhnosti i Kiev under de tidiga Euromaidan-protesterna i december 2013.
Dakh Daughters har uppträtt i olika ukrainska städer, såväl som utanför landet (i Polen, Tjeckien, Frankrike, Ryssland och Brasilien).
De har deltagit i evenemang som Zaxidfest, HoholFest, Silent films festival i Odessa etc. Det första studioalbum, IF släpptes i november 2016. 
Deras texter eller berättelser,  sjungs, skanderas, rappas, och ifrågasätter alltid det universella och den tidlösa kampen till människan försvar av sin frihet. 
Efter Rysslands storskaliga invasion av Ukraina 24 februari 2022 flydde Dakh Daughters till Frankrike där medlemmarna för närvarande (2023) har sin bas.

## Diskografi
- If (2016)
- Air (2019)
- Make Up (2021)